# Liste kanadisch-portugiesischer Persönlichkeiten
Die Liste kanadisch-portugiesischer Persönlichkeiten listet bekannte Personen Kanadas auf, die portugiesischer Abstammung sind. Die Liste ist chronologisch nach Geburtsdatum sortiert und erhebt naturgemäß keinen Anspruch auf Vollständigkeit.

## Liste kanadisch-portugiesischer Persönlichkeiten

### Bis 1969
- Pedro da Silva (* 1647 in Lissabon, † 1717 in Quebec), Pionier des kanadischen Postwesens
- Mathieu da Costa (auch Mateus da Costa oder Mathieu d´Acosta, ca. 1589–1619), portugiesischer Seefahrer und Übersetzer, erster belegter Schwarzer im heutigen Kanada
- Marie-Josèphe Angélique (* 1705 auf Madeira, † 21. Juni 1734 in Montreal), rebellische Sklavin, Vorkämpferin des Abolitionismus in Kanada
- Percy Rodriguez (1918–2007), kanadischer Schauspieler afrikanisch-portugiesischer Abstammung
- John Rodriguez (1937–2017), kanadischer Politiker mit portugiesisch-guyanischer Abstammung
- Martin Silva (* 1952 in Sever do Vouga, Portugal), kanadischer Politiker und Radiomoderator
- Jerry Dias (* 1958 in Toronto), kanadischer Gewerkschaftsführer portugiesischer Abstammung
- Carlos Leitão (* 1959 in Peniche), kanadischer Politiker, 2014–2018 Finanzminister von Quebec
- Stephen Ames (* 1964 in San Fernando (Trinidad und Tobago)), kanadisch-trinidadischer Profi-Golfspieler, der auch portugiesische Vorfahren hat
- Keanu Reeves (* 1964 in Beirut), kanadischer Schauspieler, sein Vater ist zu einem Viertel portugiesischer Abstammung
- Tony Fonseca (* 1965 in Lissabon), kanadischer Fußballspieler und Trainer, Nationaltrainer Portugals und Kanadas
- Erika de Vasconcelos (* 1965 in Montreal), kanadische Schriftstellerin, Tochter portugiesischer Einwanderer
- John Estacio (* 1966 in Newmarket (Ontario)), kanadischer Komponist
- Tasha de Vasconcelos (* 1966 in Beira, Portugiesisch-Ostafrika, heute Mosambik), kanadische Schauspielerin und ehemaliges Supermodel
- Emanuel Viveiros (* 1966 in St. Albert (Alberta)), österreichisch-kanadischer Eishockeyspieler mit portugiesischem Großvater
- Mike Benevides (* 1968 in Toronto), kanadischer Football-Trainer
- John Tavares (* 1968 in Toronto), Rekord-Lacrossespieler, Onkel des gleichnamigen Eishockeyspielers (* 1990 in Mississisauga)
- Ramona Milano, kanadische Schauspielerin mit italienisch-portugiesischer Abstammung
- Carlos Evaristo (* 1969 in London (Ontario)), kanadisch-portugiesischer Historiker und Archäologe, auch im portugiesischen Fernsehen tätig

### 1970 – 1989
- Anthony Gomes (* 1970 in Toronto), kanadischer Blues-Rock-Gitarrist mit portugiesischem Vater
- Fernando Aguiar (* 1972 in Chaves) kanadischer Fußball-Nationalspieler
- Chris Valagao, Heavy-Metal-Musiker norwegisch-portugiesischer Abstammung, als Sänger der Band Zimmers Hole bekannt geworden
- Steve Martins (* 1972 in Gatineau), kanadischer Eishockeyspieler
- Neve Campbell (* 1973), kanadische Schauspielerin, stammt von portugiesischen Sepharden aus den Niederlanden ab
- Tony Menezes (* 1974 in Mississauga), früherer kanadischer Fußball-Nationalspieler mit brasilianischer Mutter und portugiesischem Vater
- Adriana de Barros (* 1976 in Caldas da Rainha), kanadische Illustratorin, Webdesignerin und Lyrikerin
- Melissa Grelo (* 1977), kanadische Fernsehmoderatorin mit philippinisch-portugiesischen Eltern
- Marc Dos Santos (* 1977 in Montreal), kanadisch-portugiesischer Fußballtrainer
- Sid Seixeiro (* 1977 in Mississauga), kanadischer Fernsehmoderator
- Voodoo (bürgerlich Alex Torres, * 1977 in Toronto), kanadischer Pornodarsteller
- Shawn Faria (* 1978 in Mississauga), kanadischer Fußballspieler
- Nelly Furtado (* 1978 in Victoria (British Columbia)), kanadische Popsängerin
- P. J. Marcellino (Pedro José-Marcelino, * 1978 in Lissabon), kanadischer Filmregisseur portugiesisch-kapverdischer Abstammung
- Ben Ferreira (* 1979 in Vancouver), kanadischer Eiskunstläufer
- Antonio Carvalho (* 1979 in Sault Ste. Marie (Ontario)), kanadischer MMA-Kampfsportler
- Edison Chen (* 1980 in Vancouver), kanadischer Sänger und Schauspieler mit portugiesischem Urgroßvater
- Antonio Ribeiro (* 1980 in Aveiro (Portugal)), kanadischer Fußball-Nationalspieler
- Mike Ribeiro (* 1980 in Montreal), kanadischer Eishockeyspieler
- Zak Santiago (* 1981 in Vancouver), kanadischer Schauspieler und DJ
- Shawn Desman (* 1982 in Toronto), kanadischer Sänger
- Priscilla Lopes-Schliep (* 1982 in Scarborough (Toronto)), kanadische olympische Leichtathletin mit karibisch-portugiesischer Abstammung
- Lisa Marcos (* 1982 in Toronto), kanadische Schauspielerin
- Daniel Fernandes (* 1983 in Edmonton), kanadischer und portugiesischer Fußball-Nationalspieler
- Béla, kanadische Sängerin mit portugiesischen Eltern
- Melanie Fiona (* 1983 in Toronto), kanadische Sängerin mit u. a. karibisch-portugiesischer Abstammung
- Tina Pereira (* 1983 in Port of Spain) kanadische Balletttänzerin und Choreografin mit karibisch-portugiesischer Abstammung
- Pedro Pacheco (* 1984), kanadischer Fußball-Nationalspieler
- Anthony De Sa, kanadischer Schriftsteller
- Lucas Silveira (* in Toronto), kanadisch-portugiesischer Folk- & Rockmusiker, gilt als erste öffentliche Transgenderperson mit Schallplattenvertrag
- Priscilla Faia (* 1985 in Victoria (British Columbia)), kanadische Schauspielerin
- Tobias Jesso Jr. (* 1985 in Vancouver), kanadischer Musiker
- Luis Sequeira (* in Toronto), Kostümbildner
- Danny Fernandes (* 1985 in Toronto), Sänger, Bruder von Shawn Desman
- Luisa D’Oliveira (* 1986 in Vancouver), kanadische Schauspielerin mit portugiesischen Vorfahren
- Ashley Leitão (* 1986 in Winnipeg), kanadische Musikerin mit portugiesischem Vater
- Jon Paul Piques (* 1986 in Woodbridge), kanadischer Internet-Filmschaffender und ehemaliger kanadisch-portugiesischer Fußballspieler mit portugiesischem Vater
- Mélanie Gloria (* 1987 in Montreal), kanadische Tennisspielerin, Tochter portugiesischer Eltern
- Steven Vitória (* 1987 in Toronto), kanadischer und portugiesischer Fußball-Nationalspieler
- Keshia Chanté (* 1988 in Ottawa), Sängerin und Schauspielerin
- Justin Isidro (* 1988 in Burnaby), kanadischer Fußball-Nationalspieler, spielte auch in Portugal
- Meaghan Benfeito (* 1989 in Montreal), kanadische olympische Turmspringerin, Tochter portugiesischer Eltern
- Drew Doughty (* 1989 in London, Ontario), kanadischer Eishockeyspieler
- Jason Medeiros (* 1989 in Hamilton (Ontario)), kanadischer Footballspieler

### Seit 1990
- Mélissa Antunes (* 1990), portugiesische Fußballspielerin
- Brenden Dillon (* 1990 in Surrey (British Columbia)), kanadischer Eishockeyspieler mit portugiesischem Vater
- Katie Findlay (* 1990 in Windsor (Ontario)), kanadische Schauspielerin
- Adam Henrique (* 1990 in Brantford), kanadischer Eishockeyspieler mit polnisch-portugiesischen Eltern
- Zackary Medeiros (* 1990 in London, Ontario), kanadischer Footballspieler
- Gina Pacheco (* 1990 in Sarnia), kanadische Fußballspielerin
- Alex Silva (* 1990 in Montreal), kanadischer Wrestler
- Kevin Alves (* 1991 in Toronto), kanadischer Kunst-Schlittschuhläufer und Schauspieler brasilianisch-portugiesischer Abstammung
- Nikki Ponte (* 1991 in Toronto), kanadisch-griechische Sängerin mit portugiesischem Vater
- Matthew Sarmento (* 1991 in Vancouver), kanadischer Nationalmannschafts-Feldhockeyspieler
- Ricardo Ferreira (* 1992 in Mississauga), portugiesischer Fußballspieler
- Kiana Madeira (* 1992 in Toronto), kanadische Schauspielerin mit portugiesischem Vater
- Johnathan Cabral (* 1992), kanadischer olympischer Leichtathlet
- Marcos André Gaio Nunes (* 1992 in Brampton (Ontario)), kanadischer Fußballspieler
- Dylan DeMelo (* 1993 in London, Ontario), kanadischer Eishockeyspieler, Sohn portugiesischer Einwanderer
- Mauro Eustáquio (* 1993 in Nazaré), kanadischer Fußball-Nationalspieler, Bruder von Stephen Eustáquio
- Evan Rodrigues (* 1993 in Etobicoke), kanadischer Eishockeyspieler
- Dylan Carreiro (* 1995 in Winnipeg), kanadischer Fußball-Nationalspieler
- Tyler Medeiros (* 1995 in Toronto), kanadischer Sänger mit portugiesischem Vater
- Stephen Eustáquio (* 1996 in Leamington (Ontario)), kanadischer Fußball-Nationalspieler, Bruder von Mauro Eustáquio
- Daniella Silva (* 1996), Tennisspielerin
- Marcus Godinho (* 1997 in Toronto), kanadischer Fußball-Nationalspieler, Sohn portugiesischer Eltern
- Keiron Zziwa (* 1997 in Winnipeg), kanadischer Basketballspieler mit ugandischem Vater und portugiesischer Mutter
- Tristan Borges (* 1998 in Toronto), kanadischer Fußballspieler
- Daniel Da Silva (* 1998 in Toronto), kanadischer Fußballspieler, spielte auch in der Jugend von Benfica Lissabon
- Zachary Claman DeMelo (* 1998 in Montreal), kanadischer Automobilrennfahrer
- Shawn Mendes (* 1998 in Toronto), Popsänger mit portugiesischem Vater
- Matthew Nogueira (* 1998 in Toronto), kanadischer Fußball-Nationalspieler
- Jess Salgueiro (* in Winnipeg), kanadische Schauspielerin, Tochter portugiesischer Eltern
- Ryan Raposo (* 1999 in Hamilton), kanadischer Fußball-Nationalspieler mit portugiesischem Vater
- Jordan Faria (* 2000 in Brampton (Ontario)), kanadischer Fußballspieler
- Sierra Cota-Yarde (* 2003 in Toronto), kanadische Fußballspielerin und portugiesische Nationalspielerin
- Peter DaCunha (* 2003 in Toronto), kanadischer Schauspieler
- Lucas Dias (* 2003 in Toronto), Fußballspieler, kanadisch-portugiesischer Jugend-Nationalspieler mit portugiesischen Großeltern